# パイロット・ポイント空港
パイロット・ポイント空港（パイロット・ポイントくうこう、英語: Pilot Point Airport、(IATA: PIP, ICAO: PAPN, FAA LID: PNP)）は、アメリカ合衆国アラスカ州レイクアンドペニンシュラ郡パイロット・ポイントにある州営の公用空港である。グラント航空がキングサーモン空港への定期便を運航している。
連邦航空局(FAA)の記録によれば、2008年の旅客数は738人であり、2007年の678人から9%増加した。パイロット・ポイント空港はFAAのアメリカ国家空港整備計画(NPIAS)に含まれており、ゼネラル・アビエーション（一般航空）に分類されている。
ほとんどの米国の空港ではFAAと国際航空運送協会(IATA)で同じ空港コードが設定されているが、この空港ではFAA空港コードがPNP、IATA空港コードがPIPになっている。なお、IATA空港コードで"PNP"はパプアニューギニア・ポポンデッタのギルア空港に割り当てられている。
IATA空港コードが"PIP"（ピップ）であることから、ピップエレキバンのCMの収録が行われたことがある。

## 就航航空会社
| 航空会社     | 就航地             |
| ------------ | ------------------ |
| グラント航空 | キングサーモン空港 |

## 施設
パイロット・ポイント空港には7/25の方向の滑走路が1つあり、表面は砂利で、長さ1000メートル、幅23メートルである。以前、北緯57度33.79分 西経157度33.51分 / 北緯57.56317度 西経157.55850度の位置にあったときには、7/25の方向の945×15 mの滑走路があった。
2005年12月31日までの12か月間の発着回数は5,300機で、1日平均14便（一般航空 66%、エアタクシー 34%）だった。

## 事故
1981年7月1日、アンカレッジ国際空港へ飛行予定のUnited Aircraft Services ダグラスR4D N111STが離陸直後に左発動機の故障により墜落し、乗員3人全員が死亡した。